# Merops boehmi
Merops boehmi е вид птица от семейство Meropidae.

## Разпространение
Видът е разпространен в Замбия, Демократична република Конго, Малави, Мозамбик и Танзания.